# Daphnia occidentalis
Daphnia occidentalis – gatunek skorupiaka z rodziny Daphniidae.
Daphnia occidentalis jest australijskim endemitem, jedynym gatunkiem podrodzaju Australodaphnia.